# Wasilij Miaczin
Wasilij Dmitrijewicz Miaczin (ros.  Василий Дмитриевич Мячин, ur. 19 grudnia 1918 we wsi Sołdatskoje w obwodzie lipieckim, zm. 14 marca 1980 w Rostowie nad Donem) – radziecki wojskowy, pułkownik, Bohater Związku Radzieckiego (1945).

## Życiorys
Skończył 7 klas, pracował w kołchozie, 1938-1940 odbywał służbę w Armii Czerwonej, uczestniczył w wojnie z Finlandią, a od sierpnia 1941 w wojnie z Niemcami. Od 1943 należał do WKP(b), w 1944 skończył kursy młodszych poruczników, był dowódcą batalionu 114 gwardyjskiego pułku piechoty 37 Gwardyjskiej Dywizji Piechoty 65 Armii 2 Frontu Białoruskiego w stopniu majora. Podczas walk na południe od Szczecina 19 kwietnia 1945 dowodzony przez niego batalion sforsował Odrę i uchwycił przyczółek z małymi stratami, wyróżnił się również podczas walk w kolejnych dniach. Po wojnie nadal służył w Siłach Zbrojnych ZSRR, otrzymał stopień pułkownika, w 1978 zakończył służbę.

## Odznaczenia
- Złota Gwiazda Bohatera Związku Radzieckiego (29 czerwca 1945)
- Order Lenina
- Order Suworowa III klasy
- Order Aleksandra Newskiego
- Order Wojny Ojczyźnianej I klasy
- Order Czerwonej Gwiazdy (dwukrotnie)

I medale.